# Philip von Krusenstierna
Philip Mauritz Philipson von Krusenstierna, född den 30 juni 1910 i Stockholm, död den 30 januari 1980 i Sigtuna, var en svensk journalist. Han var dotterson till Axel Staël von Holstein och farfars bror till Kristian von Krusenstierna.
von Krusenstierna var, efter studier vid Stockholms högskola, anställd vid Stockholms-Tidningen 1933–1935. Han var korrespondent i Berlin 1940–1944, i London 1945–1948 och i Bonn 1949–1955. von Krusenstierna var pressombudsman vid Sveriges radio och senare informationschef där 1955–1975.